# Foreningen for Dansk Internet Handel
FDIH (Foreningen for Dansk Internet Handel) har som formål at arbejder for at styrke vilkårene for internethandel i Danmark og internationalt.
FDIH står for Danmarks største analyse om danskernes adfærd på nettet, FDIH e-handelsanalyse og prisuddeling, E-handelsprisen.
FDIH arrangerer årligt 20-30 arrangementer med fokus på deling af viden med relevans for e-handelsvirksomheder og leverandører. Største arrangement er E-handelskonference & Messe med over 1000 deltagere.
FDIH blev stiftet i 1997, og i 2012 var FDIH sammen med søsterorganisationer i Frankrig og Holland initiativtager til stiftelsen af Ecommerce Europe, der varetager e-handlens interesser over for EU.
FDIH fusionerede i 2020 med Dansk Erhverv.